# Liste der denkmalgeschützten Objekte in Sankt Peter am Ottersbach
Die Liste der denkmalgeschützten Objekte in Sankt Peter am Ottersbach enthält die 17 denkmalgeschützten, unbeweglichen Objekte der österreichischen Gemeinde Sankt Peter am Ottersbach im steirischen Bezirk Südoststeiermark.

## Denkmäler
| Foto |                 | Denkmal                                                               | Standort                                                              | Beschreibung | Metadaten |
| ---- | --------------- | --------------------------------------------------------------------- | --------------------------------------------------------------------- | --- | --- |
| ja   | Datei hochladen | Hügelgräberfeld Buchleitenwald HERIS-ID: 11918 Objekt-ID: 8043        | Buchleitenwald Standort KG: Bierbaum                                  | | BDA-Hist.: Q38116803 Status: Bescheid Stand der BDA-Liste: 2025-06-30 Name: Hügelgräberfeld Buchleitenwald GstNr.: 1039/3, 1044/2, 1047/2, 1043/2, 1045/2, 1048/2, 1046/2                  |
| ja   | Datei hochladen | Kath. Pfarrkirche, Hl. Dreifaltigkeit HERIS-ID: 9626 Objekt-ID: 5604  | Standort KG: Bierbaum                                                 | | BDA-Hist.: Q38041945 Status: § 2a Stand der BDA-Liste: 2025-06-30 Name: Kath. Pfarrkirche, Hl. Dreifaltigkeit GstNr.: .149 Pfarrkirche hl. Dreifaltigkeit (Bierbaum am Auersbach)          |
| ja   | Datei hochladen | Figurenbildstock, Mariensäule HERIS-ID: 9629 Objekt-ID: 5607          | Standort KG: Bierbaum                                                 | | BDA-Hist.: Q38042018 Status: § 2a Stand der BDA-Liste: 2025-06-30 Name: Figurenbildstock, Mariensäule GstNr.: 1377/1                                                                       |
| ja   | Datei hochladen | Presshaus vulgo Lipp HERIS-ID: 9632 Objekt-ID: 5610                   | Bierbaum am Auersbach 72, nördlich Standort KG: Bierbaum              | | BDA-Hist.: Q38042047 Status: Bescheid Stand der BDA-Liste: 2025-06-30 Name: Presshaus vulgo Lipp GstNr.: .113                                                                              |
| ja   | Datei hochladen | Hügelgräberfeld Glankenwald HERIS-ID: 57604 Objekt-ID: 67822          | Glankenwald Standort KG: Bierbaum                                     | Die 25 Tumuli besitzen beachtliche Ausmaße mit Höhen von bis zu 2 und Durchmessern von bis zu 20 Metern. Sie sind in parallelen Reihen angeordnet, wobei die größeren an den Seitenrändern liegen. In der Literatur genannte Funde erlauben eine Datierung in die römische Kaiserzeit. | BDA-Hist.: Q38077388 Status: Bescheid Stand der BDA-Liste: 2025-06-30 Name: Hügelgräberfeld Glankenwald GstNr.: 755/1, 755/2                                                               |
| ja   | Datei hochladen | Kath. Filialkirche, Hl. Dreifaltigkeit HERIS-ID: 9646 Objekt-ID: 5624 | bei Dietersdorf am Gnasbach 45 (Gemeindeamt) Standort KG: Dietersdorf | | BDA-Hist.: Q38042390 Status: § 2a Stand der BDA-Liste: 2025-06-30 Name: Kath. Filialkirche, Hl. Dreifaltigkeit GstNr.: 36 Kath. Filialkirche, Hl. Dreifaltigkeit (Dietersdorf am Gnasbach) |
| ja   | Datei hochladen | Figur, Hl. Patrizius HERIS-ID: 9649 Objekt-ID: 5627                   | Standort KG: Dietersdorf                                              | | BDA-Hist.: Q38042412 Status: § 2a Stand der BDA-Liste: 2025-06-30 Name: Figur, Hl. Patrizius GstNr.: 317                                                                                   |
| ja   | Datei hochladen | Ortskapelle Mariahilf HERIS-ID: 9490 Objekt-ID: 5464                  | Edla 22, gegenüber Standort KG: Edla                                  | | BDA-Hist.: Q38037894 Status: § 2a Stand der BDA-Liste: 2025-06-30 Name: Ortskapelle Mariahilf GstNr.: .35                                                                                  |
| ja   | Datei hochladen | Kapelle Maria Trost im Elend HERIS-ID: 9495 Objekt-ID: 5469seit 2014  | bei Entschendorf am Ottersbach 20 Standort KG: Entschendorf           | | BDA-Hist.: Q38037961 Status: Bescheid Stand der BDA-Liste: 2025-06-30 Name: Kapelle Maria Trost im Elend GstNr.: .127                                                                      |
| ja   | Datei hochladen | Hügelgräberfeld Silberberg HERIS-ID: 56699 Objekt-ID: 66234           | Silberberg Standort KG: Entschendorf                                  | Das kleine Hügelgräberfeld besteht aus acht noch sichtbaren Tumuli, die an einem Hang liegen, wobei zwei aufgrund ihrer exponierten Lage schon stark deformiert sind. Römerzeitliche Funde in der Nähe erlauben es, auch diese Tumuli in dieselbe Zeit zu datieren. | BDA-Hist.: Q38073217 Status: Bescheid Stand der BDA-Liste: 2025-06-30 Name: Hügelgräberfeld Silberberg GstNr.: 972, 973, 970                                                               |
| ja   | Datei hochladen | Kreuzerhöhung (Kalvarienbergkirche) HERIS-ID: 9547 Objekt-ID: 5522    | Kalvarienberg Standort KG: St. Peter am Ottersbach                    | Die kleine Kirche auf steiler Anhöhe mit Fassadentürmchen und zweijochigem Schiff stammt etwa aus der Mitte des 19. Jahrhunderts. Am Gewölbe befinden sich einfache Dekorationsmalereien und Putten. Auf dem Altar ein Rokokotabernakel aus der Zeit gegen 1770, dahinter eine gemalte Pietà und Engel. Die Glocke wurde von Claudius Aubert 1620 gegossen. Vor der Kirche einige unzusammenhängende Steinfiguren des Johann Nepomuk, des reuigen Petrus, der Maria Magdalena und des Johannes vor einer Kreuzigung aus dem 18. Jahrhundert. | BDA-Hist.: Q38039568 Status: § 2a Stand der BDA-Liste: 2025-06-30 Name: Kreuzerhöhung (Kalvarienbergkirche) GstNr.: .160, 1213, 99/3 Kalvarienberg, St. Peter am Ottersbach                |
| ja   | Datei hochladen | Pfarrhof HERIS-ID: 9482 Objekt-ID: 5456                               | Petersplatz 1 Standort KG: St. Peter am Ottersbach                    | | BDA-Hist.: Q38037770 Status: § 2a Stand der BDA-Liste: 2025-06-30 Name: Pfarrhof GstNr.: .25/3                                                                                             |
| ja   | Datei hochladen | Friedhofskapelle HERIS-ID: 9486 Objekt-ID: 5460                       | Standort KG: St. Peter am Ottersbach                                  | | BDA-Hist.: Q38037868 Status: § 2a Stand der BDA-Liste: 2025-06-30 Name: Friedhofskapelle GstNr.: .187                                                                                      |
| ja   | Datei hochladen | Kath. Pfarrkirche, St. Peter HERIS-ID: 9481 Objekt-ID: 5455           | Standort KG: St. Peter am Ottersbach                                  | Der spätgotische Bau wurde im 18. Jahrhundert erneuert, Datum 1770 an der Westfront. Die Pfarre besteht seit 1782. Das vierjochige Langhaus ist mit einem Kreuzgratgewölbe gedeckt, ruhend auf Gurten auf Pilastern. Der einjochige eingezogene Chor mit 3/8-Schluss ist mit 1515 datiert, aus der gleichen Zeit der Turm an der Nordseite des Chors, mit gotischen Fenstern und Traufgesimsen. Der Turm ist aus Bruchsteinen und Quadern zusammengesetzt. Zwei rechteckige Seitenkapellen am vierten Joch, die südliche mit 1852 datiert. Der Orgelchor mit seiner vorschwingenden Brüstung ist spätbarock. Das Fresko der Schlüsselübergabe an Petrus ist mit Simon Pregatter 1836 bezeichnet. Die spätbarocke Einrichtung stammt aus dem 3. Viertel des 18. Jahrhunderts. Das Hochaltarbild von Ludwig von Kurz zum Thurn und Goldenstein (1931). | BDA-Hist.: Q20745825 Status: § 2a Stand der BDA-Liste: 2025-06-30 Name: Kath. Pfarrkirche, St. Peter GstNr.: .26 Pfarrkirche Sankt Peter am Ottersbach                                     |
| ja   | Datei hochladen | Figurenbildstock HERIS-ID: 9483 Objekt-ID: 5457                       | Petersplatz 1, bei Standort KG: St. Peter am Ottersbach               | Die beiden Steinfiguren der Apostel Petrus und Paulus bei der Pfarrkirche stammen aus der Mitte des 18. Jahrhunderts, das Kruzifix dazwischen aus dem 19. Jahrhundert. | BDA-Hist.: Q38037785 Status: § 2a Stand der BDA-Liste: 2025-06-30 Name: Figurenbildstock GstNr.: .26                                                                                       |
| ja   | Datei hochladen | Mariensäule HERIS-ID: 9504 Objekt-ID: 5479                            | vor Wittmannsdorf 5 Standort KG: Wittmannsdorf                        | Die Mariensäule stammt aus dem Jahr 1856. | BDA-Hist.: Q38038261 Status: § 2a Stand der BDA-Liste: 2025-06-30 Name: Mariensäule GstNr.: 1378/1                                                                                         |
| ja   | Datei hochladen | Industriemühle, Sixt-Mühle HERIS-ID: 9503 Objekt-ID: 5477             | Wittmannsdorf 14 Standort KG: Wittmannsdorf                           | Die Mühle wurde als Getreidemühle in der Mitte des 19. Jahrhunderts errichtet, der Ottersbach wurde dafür künstlich verlegt. Gegen Ende des 19. Jahrhunderts erfolgte der Einbau einer Ölmühle. Der außen zweigeschoßige Bau hat innen vier Ebenen mit Holzstützen und verfügt über eine fast vollständig erhaltene Einrichtung (Walzenstuhl, Getreidewinde, Sackstützen usw.) einschließlich des ursprünglichen Antriebs über die Hauptwelle im Keller und die Transmissionsriemen und -wellen zu den Maschinen in den verschiedenen Geschoßen. | BDA-Hist.: Q38038196 Status: Bescheid Stand der BDA-Liste: 2025-06-30 Name: Industriemühle, Sixt-Mühle GstNr.: .66/2, .66/1                                                                |